# Почивалов, Олег Владимирович
Олег Владимирович Почивалов (род. 10 августа 1974, Чимкент) — казахстанский спортсмен (стендовая стрельба), главный тренер Национальной сборной Казахстана по стендовой стрельбе.

## Биография
Родился в семье Владимира Почивалова, мастера спорта Советского Союза по вольной борьбе и стендовой стрельбе Владимира Петровича Почивалова, считающегося основателем стендовой стрельбы в Южном Казахстане, и Любови Владимировны Почиваловой, заслуженного тренера Республики Казахстан по стендовой стрельбе. Был старшим из трёх детей.

### Образование
После окончания класса с физико-математическим уклоном школы № 9 им. Кирова (ныне им. Жолдасбекова) Почивалов поступил в Институт Международной Космонавтики в Байконуре. Вуз с распадом СССР упразднили. После этого Почивалов Шымкентский педагогический институт физической культуры (1991—1995). Получил диплом по специальности «Физическая культура и тренер по виду спорта». В 1998 году в Южно-Казахстанский государственный университет им. М. Ауезова получил специальность «Экономика и менеджмент в социальной сфере и отраслях».

### Спортивная карьера
В детстве и юности пробовал себя в плавании, рукопашном бое, вольной борьбе, футболе. Затем Почивалов стал заниматься в секции спортивной стрельбы, которую открыл его отец. В 1990 году, в 15 лет, Почивалов выполнил разряд на Мастера спорта СССР, и стал самым молодым мастером спорта Шымкента.
Олег Почивалов является мастером спорта СССР, мастером спорта международного класса по стендовой стрельбе, являлся членом Национальной сборной Казахстана. За спортивную карьеру он стал двукратным Чемпионом Азии 1994 года (Бангкок, Таиланд), бронзовым призёром Кубка Европы и Чемпионатов Азии 1995—2000 г., серебряным призёром Олимпийских Игр профессионалов — Master Games 2018 года. Многократным чемпионом и призёром Республики Казахстан.

### Карьера тренера и спортивного чиновника
Начал тренерскую карьеру в 1991 годуа. Занимал должность директора Южно-Казахстанской областной детско-юношеской спортивной школы по стрелковым и смежным видам спорта, город Шымкент До 2021 года был главным тренером Национальной сборной Казахстана по спортивной стрельбе. Находясь на должности, тренировал спортсменов для Олимпийских игр.
Среди его воспитанников — обладатели Олимпийских лицензий, участники Олимпийских Игр, множество чемпионов и призеров Азиатских Игр, призеры Кубков Мира.
- 2008 год — ХХIХ Летние Олимпийские игры в Пекине (Китай) по стендовой стрельбе в дисциплине «Трап»[4].
- 2009 год — Чемпионат Азии по стендовой стрельбе.[5]
- 2012 год — ХХХ Летние Олимпийские игры в Лондоне (Великобритания) по стендовой стрельбе в дисциплине «Скит».
- 2013 год — Чемпионат Азии по спортивной стрельбе.[6][7]
- 2014 год — Олимпийские игры.[8]
- 2016 год — XXXI Летние Олимпийские игры в Рио-де-Жанейро (Бразилия).
- 2017 год — 5 Stand Global и чемпионат Азии по стендовой стрельбе.[9]
- 2019 год — XIV Чемпионат Азии (Катар).

В июне 2020 года Почивалов возглавил Управления физической культуры и спорта Шымкента. В сентябре того же года президент Казахстана Касым-Жомарт Токаев заявил, что государственные служащие или руководители квазигосударственных учреждений будут лишаться должностей, если у них выявят двойное гражданство. Именно по этой причине в декабре 2020 года был освобождён от должности, после того как у него было выявлено ещё и гражданство России. Почивалов был лишён гражданства Казахстана. Он утверждал, что лишение его гражданства и должности — следствие аппаратной борьбы. Но оспорил решение суда, указывая на то, что всю жизнь прожил в Шымкенте и что получил официальный ответ от российского МВД, что у него нет гражданства России, однако суды нескольких инстанций оставили решение в силе.
В 2021 году назначен на должность генерального секретаря ОО «Казахстанская Федерация спортивной стрельбы».

## Семья
С супругой, бывшей гандболисткой, у Олега Почивалова пятеро сыновей. Все занимаются спортивной стрельбой.

## Награды и премии
- 2006 год[источник не указан 1090 дней] — присвоено звание «Национальный судья высшей категории Республики Казахстан по стендовой стрельбе»[источник не указан 1090 дней];
- 2010 год[источник не указан 1090 дней] — присвоено звание «Заслуженный тренер Республики Казахстан» по стендовой стрельбе[2];
- 2011 год[источник не указан 1090 дней] — медаль 10 лет Независимости Казахстана 2001 года и медаль 20 лет Независимости Казахстана[источник не указан 1090 дней];
- 2019 год[источник не указан 1090 дней] — член исполнительного комитета Азиатской конфедерации спортивной стрельбы[2].